# Aimojåkk
Aimojåkk eller Aimobäcken är ett vattendrag som är ett tillflöde till Råneälven och rinner upp inom Jokkmokks kommun.
Aimojåkk börjar strax norr om Tuolaheden mellan Högträsk och Palkijaure i Jokkmokks kommun var tre mindre bäckar, däribland Smailebäcken, rinner ihop. Bredden på bäcken under vårflödet är här bara ungefär en meter. Bäcken rinner här igenom ett myrlandskap, som gör att den på ungefär fem kilometer har vuxit sig betydligt större, och vid bron över Aimojåkk bakom Murjeksberget är den ungefär 4-6 meter bred. 
Därefter rinner den i myr och skogsmark längs med och cirka 1,5 kilometer från vägen mot Lakaträsk. Ungefär 1,5 kilometer ovanför byn Randaträsk rinner den under landsvägen och har återigen vuxit sig större, mycket tack vare de fuktiga marker den passerar på vägen ner. Här byter också bäcken namn till Sör-Lillån. Nästa gång man från bilväg ser den är i Lillåfors, som ligger inom Bodens kommun. Efter Lillåfors börjar en sträcka som fågelvägen är 10 kilometer, men den verkliga vattensträckan är betydligt längre, då den har otaliga krokar och svängar den sista biten. Aimojåkk/Sör-Lillån rinner därefter ner i Råneälven, vid Lillåäng.

## Djurliv
Längs med Aimobäckens resa ned mot Råneälven, återfinns ett rikt djur och växtliv, mycket tack vare det varierande landskapet, från myrmark, björkskog till tallhedar. Här finns gott om vanliga djur såsom älg, ren och olika skogsfåglar såsom tjäder, orre och järpe.
Förutom det kan man ha tur att lyckas få se brunbjörn, bäver, eller än mer ovanliga djur såsom hackspettar, ugglor och kungsörn.

## Fiske i Aimojåkk
Fisket i Aimojåkk är av olika anledningar inte det bästa. Mindre bestånd av öring och harr återfinns, men är väldigt sällsynt. Gädda finns det mer gott om, och då framförallt i selen mellan forsarna. Storleken på gäddorna överstiger dock sällan ett kilogram.
En av anledningarna till att fisket inte är vad det kunde ha varit, är att bäcken har använts vid flottningen. När man flottade timmer längs bäcken rensade man den på sten och andra hinder. Man till och med sprängde bort de större stenar och hällar som fanns, för att inte timret skulle fastna. Det har gjort att fler lugna partier finns i vattnet än tidigare, likaså återfinns färre naturliga skydd för fisken i bäcken. Detta har främjat gäddan, som mer eller mindre tagit över.
På senare tid har dock aktioner gjorts för att återställa detta strömmande vatten.
Bäverns återkomst i vattnet gynnar enligt vissa öringen. Bävern fäller en del träd som hamnar i vattnet och utgör skydd, men även förser fiskarna med föda i form av insekter och maskar.